# Deltocyathus vaughani
Espèce
Statut CITES
Deltocyathus vaughani est une espèce de coraux appartenant à la famille des Deltocyathidae ou Caryophylliidae.